# Trichomycterus chaberti
Trichomycterus chaberti és una espècie de peix de la família dels tricomictèrids i de l'ordre dels siluriformes.

## Morfologia
Els mascles poden assolir els 11,5 cm de llargària total.

## Distribució geogràfica
És un endemisme de Bolívia.